# Rory MacGregor
Rory MacGregor (Londres, Inglaterra, 2 de agosto de 1976) es un actor británico conocido por su papel en la serie dramática de espionaje Spooks, donde dio vida a Colin Wells entre 2002 y 2006. Ha desempeñado una variedad de papeles en la televisión desde el 2000.

## Biografía
Estudió en Rose Bruford College of Speech and Drama, donde se graduó en 1999. 
MacGregor ha desempeñado una variedad de papeles en la televisión desde el 2000. En 2002 se unió al elenco de la serie de espionaje Spooks, donde dio vida a Colin Wells hasta 2006 luego de que su personaje muriera a manos de un grupo que el equipo seguía durante una operación. En 2008 interpretó a Bryan Drake en la serie Ashes to Ashes. Bryan es padre del exesposo de Alex Drake, personaje interpretado por su antigua compañera en Spooks, la actriz Keeley Hawes.

## Filmografía
Televisión:
| Año         | Título         | Papel              | Notas                                |
| ----------- | -------------- | ------------------ | ------------------------------------ |
| 2001        | Bad Girls      | PC Waterhouse      | Episodio «Uninvited Guests»          |
| 2002        | Lexx           | Mort the Mortician | Episodio «Mort»                      |
| 2002        | Black Boots    |                    | Episodio «The Fixer»                 |
| 2002        | My Family      | Waiter 1           | Episodio «Imperfect Strangers»       |
| 2002 - 2006 | Spooks         | Stephen Douglas    | 31 episodios                         |
| 2005        | Casanova       | Doctor             | Episodio 1.2                         |
| 2007        | Casualty       | Derek Patterson    | Episodio «Combat Indicators: Part 2» |
| 2008        | Primeval       | Kenny Johnson      | Episodio 2.3                         |
| 2009        | Ashes to Ashes | Bryan Drake        | Episodio 2.5                         |
| 2010        | New Tricks     | Liam Braine        | Episodio «Dark Chocolate»            |
| 2011        | Doctors        | Paul Brown         | Episodio «Sings and Wonders»         |

Cine:
| Año  | Título        | Papel                |
| ---- | ------------- | -------------------- |
| 2002 | Thunderpants  | Launch Controller 3  |
| 2003 | Love Actually | Engineer             |
| 2004 | Gladiatress   | Male Dubonni Warrior |
| 2008 | Sisterhood    | Paul                 |